# Vladímir Golenísxev
Vladímir Semiónovitx Golenísxev, rus: Влади́мир Семёнович Голени́щев (Sant Petersburg, 29 de gener de 1856 - Niça, França, 5 d'agost de 1947) fou un gran egiptòleg rus i un dels precursors de l'egiptologia.
Estudià a la Universitat de Sant Petersburg i emprengué diversos viatges per l'Europa Occidental i Egipte, on arriba a reunir valuoses col·leccions. Més tard se'l nomenà conservador de la secció d'egiptologia del museu de l'Ermitage de Sant Petersburg. Els seus valuosos treballs els publicà en els Butlletins del Congrés d'Orientalistes de Berlín i en les Memories del Centre Arqueològic de Sant Petersburg.
Entre les seves obres cal citar: 	
- Die Metternichstelle zum ersten Male herausgegeben, (Leipzig, 1867),
- Els resultats epigrafics de l'excursió a Nadi-Chammamat,, en rus (Sant Petersburg, 1887),
- Assaig d'una disposició gràfica d'un diccionari assiri, (Sant Petersburg, 1888).

A principis del segle XX en ampliar-se el Museu de Belles Arts Puixkin de Moscou, la major part de la seva col·lecció d'antiguitats egípcies passà de l'Ermitage a aquest últim museu.